# 永平寺口駅
永平寺口駅（えいへいじぐちえき）は、福井県吉田郡永平寺町東古市にある、えちぜん鉄道勝山永平寺線の駅である。駅番号はE12。旧駅舎、旧京都電燈古市変電所は国の登録有形文化財に登録されている。

## 歴史
- 1914年（大正3年）2月11日：京都電燈越前電気鉄道の駅として開業[2][5][6]。開業時の駅名は永平寺駅[6]。
- 1925年（大正14年）9月16日：永平寺鉄道の永平寺駅 - 永平寺門前駅（後の永平寺駅）間が開通[5]。
- 1926年（大正15年）4月26日：永平寺門前駅 - 新福井駅間の直通電車が運行開始。
- 1927年（昭和2年）1月1日：駅名を永平寺口駅に変更[7]。
- 1929年（昭和4年）12月10日：永平寺鉄道金津駅（現在の芦原温泉駅） - 永平寺口駅間開通。
- 1942年（昭和17年）3月2日：京都電燈が京福電気鉄道に事業譲渡[5]。同社の越前本線の駅となる。
- 1944年（昭和19年）12月1日：永平寺鉄道が京福電気鉄道に合併され、永平寺線となる。東古市駅に改称。
- 1969年（昭和44年）9月18日：永平寺線金津駅 - 東古市駅間が廃止[8]。
- 2000年（平成12年）12月17日：東古市駅の福井寄りで、ブレーキ故障による列車衝突事故発生（詳細は「京福電気鉄道越前本線列車衝突事故」を参照）[8]。
- 2001年（平成13年）6月24日：越前本線で起きた二度目の事故により営業休止となる[8]。
- 2002年（平成14年）10月21日：永平寺線東古市駅 - 永平寺駅間が廃止[8]。
- 2003年（平成15年）
  - 2月1日：えちぜん鉄道に事業譲渡[8]。
  - 2月20日：駅名を再び永平寺口駅に変更。
  - 7月20日：えちぜん鉄道勝山永平寺線として、福井駅 - 永平寺口駅間の運行を再開[8]。
- 2014年（平成26年）4月11日：新駅舎の供用開始[9][10]。

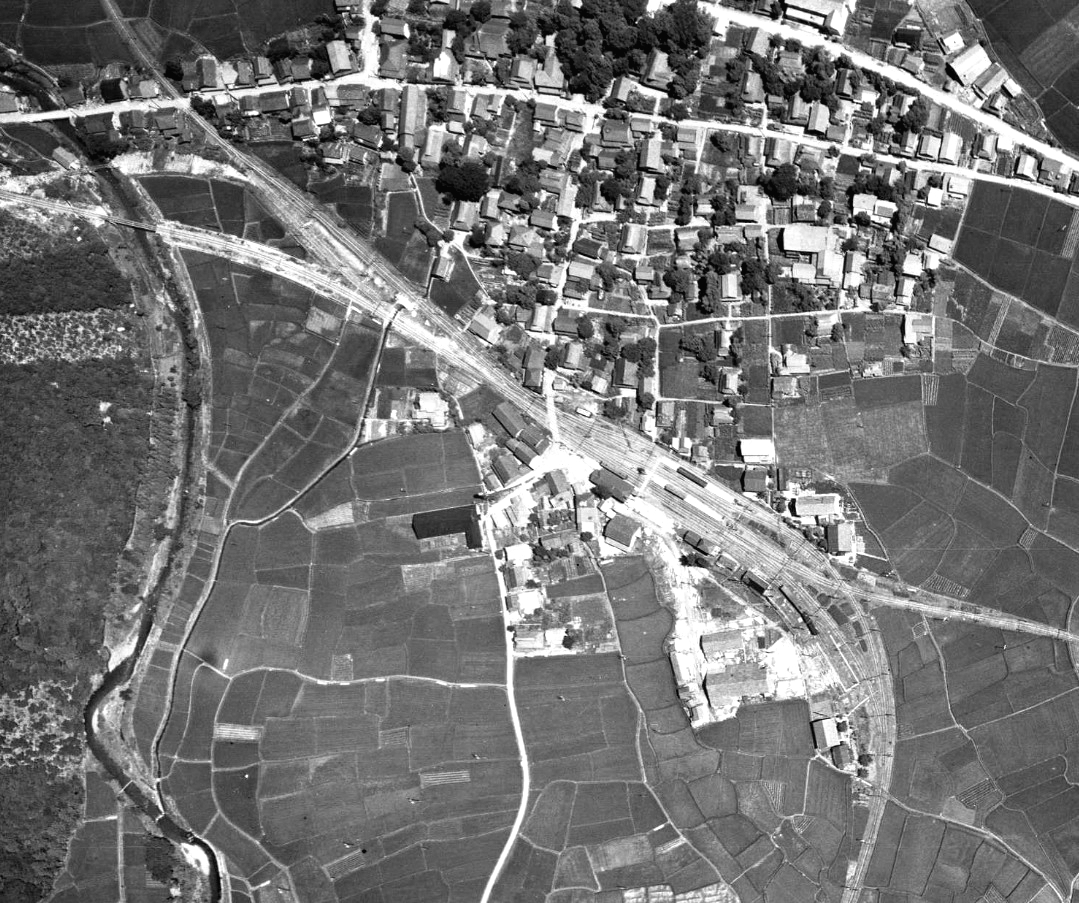
永平寺線があった頃の東古市駅（1948年） 帰属：国土交通省「国土画像情報（カラー空中写真）」 配布元：国土地理院地図・空中写真閲覧サービス

## 駅構造
2014年4月10日に国道416号に面した場所（旧駅舎の反対側）に駅舎が新築され、改札口とホーム間は踏切連絡となった（なおこの構内踏切は駅南側の道路にもつながっている）。この改札から近い順に島式ホーム1面2線・単式ホーム1面1線の3線を有する地上駅となっており、この順で各ホームに3,2,1という番号が振られている。通常使用されるのは駅舎側の島式ホーム1面2線であり、旧駅舎に面している単式ホームは平日朝に1両編成で運行される当駅終着・始発の福井方面の列車のみ使用している。このホームはかつて永平寺線の永平寺方面の列車が使用していた。一部の時間帯を除き、有人駅となっている。
旧駅本屋は1914年（大正3年）の開業時に建てられたもので、新駅舎の完成後は改装の上、地域交流館として使用されている。地域交流館の柱は駅舎時代と同じく1番線に建っているが、地域交流館の建物内からはホームに入れない。
新駅舎工事前は京福永平寺線が当駅と金津駅（現在のハピラインふくい芦原温泉駅）との間を運行していた頃のプラットホームが残っていた。
永平寺線があったころは、車両の夜間滞泊が設定されていたが、2003年（平成15年）10月19日のえちぜん鉄道全線開業（運転再開）以降はこの駅で滞泊する運用はない。
| のりば | 路線          | 方向 | 行先                    | 備考                              |
| ------ | ------------- | ---- | ----------------------- | --------------------------------- |
| 1・2   | ■勝山永平寺線 | 上り | ふくい方面 (福井方面)   | 1番のりばは平日の折り返し列車のみ |
| 3      | ■勝山永平寺線 | 下り | かつやま方面 (勝山方面) |                                   |

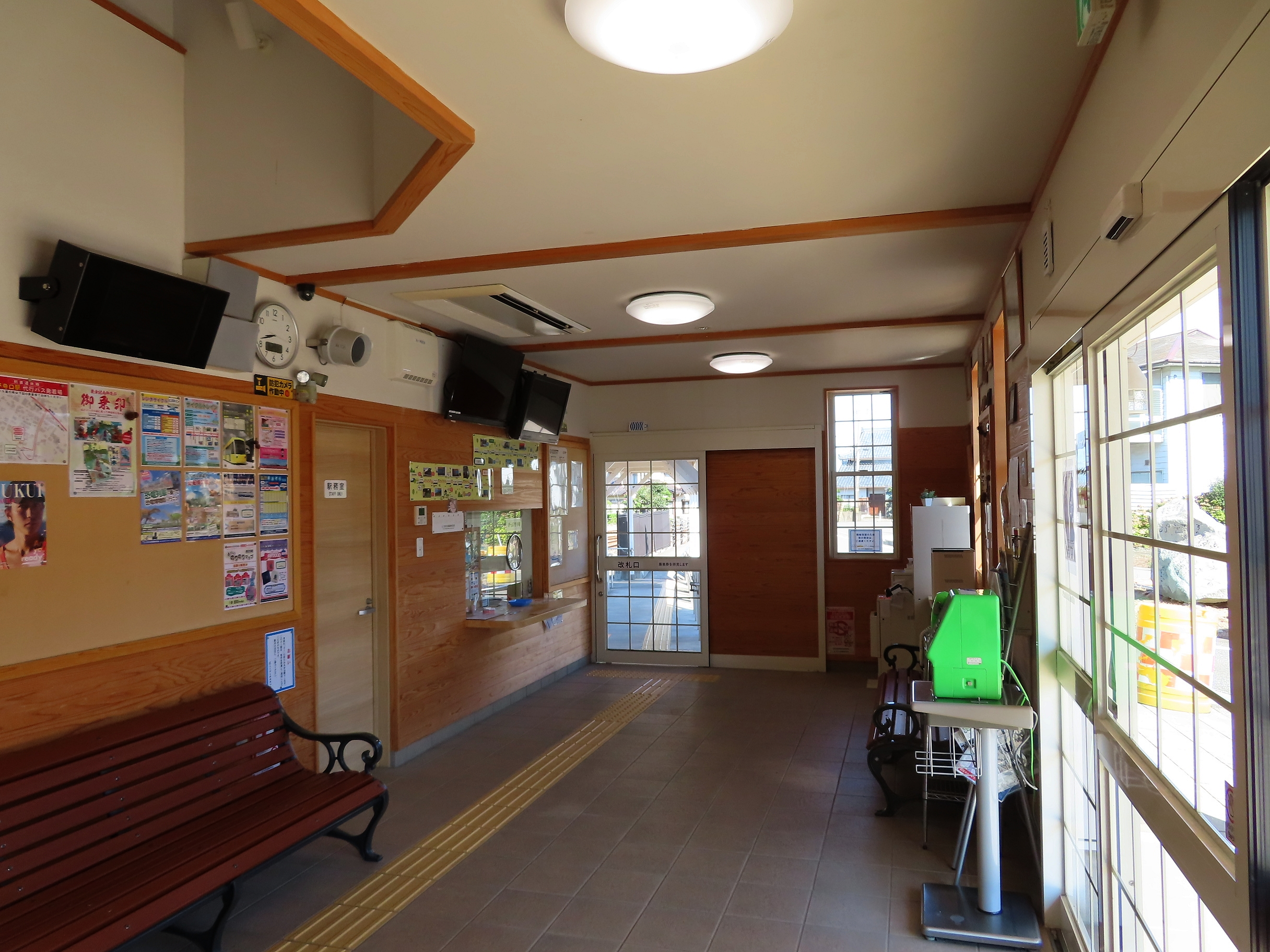
駅舎内部
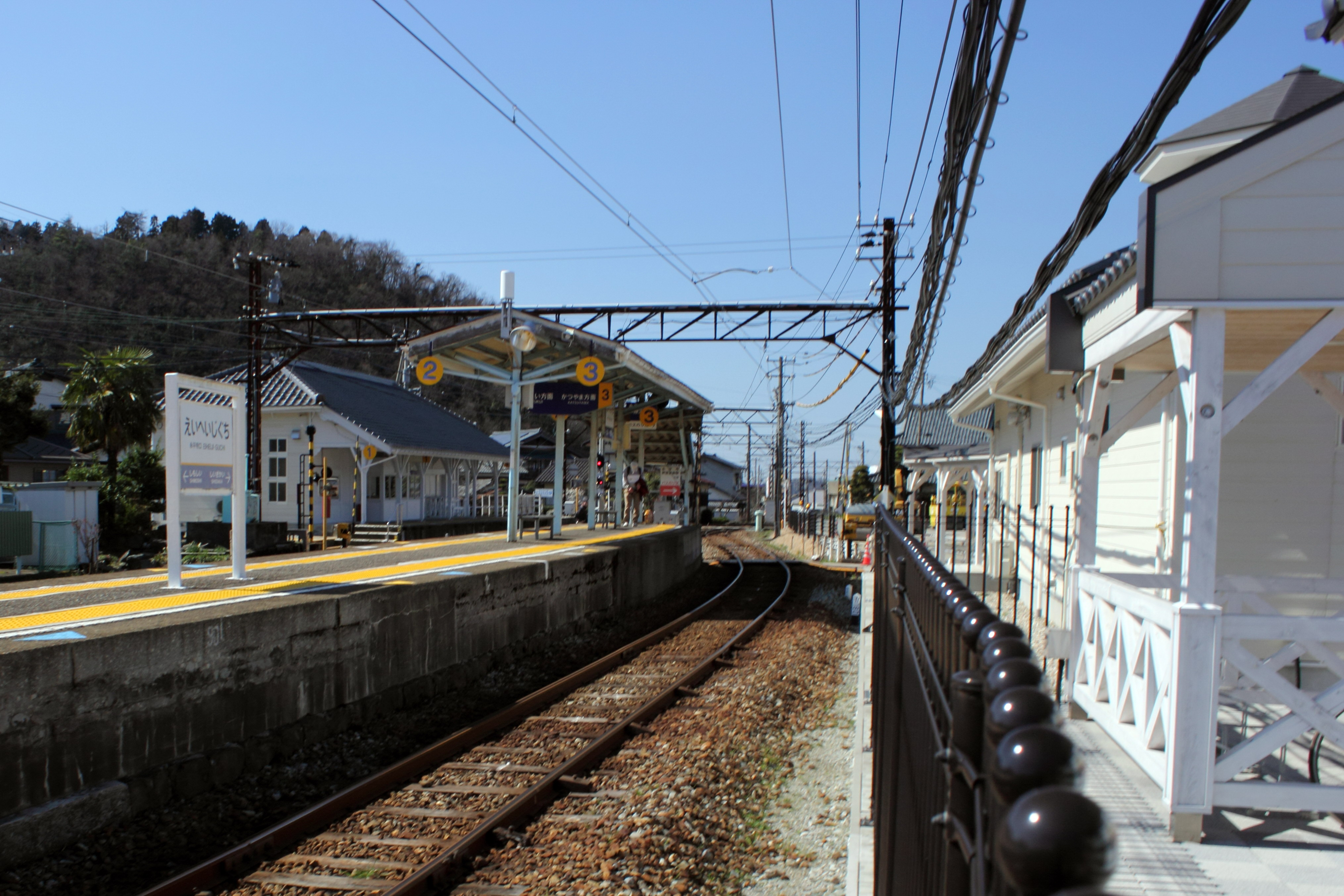
ホーム
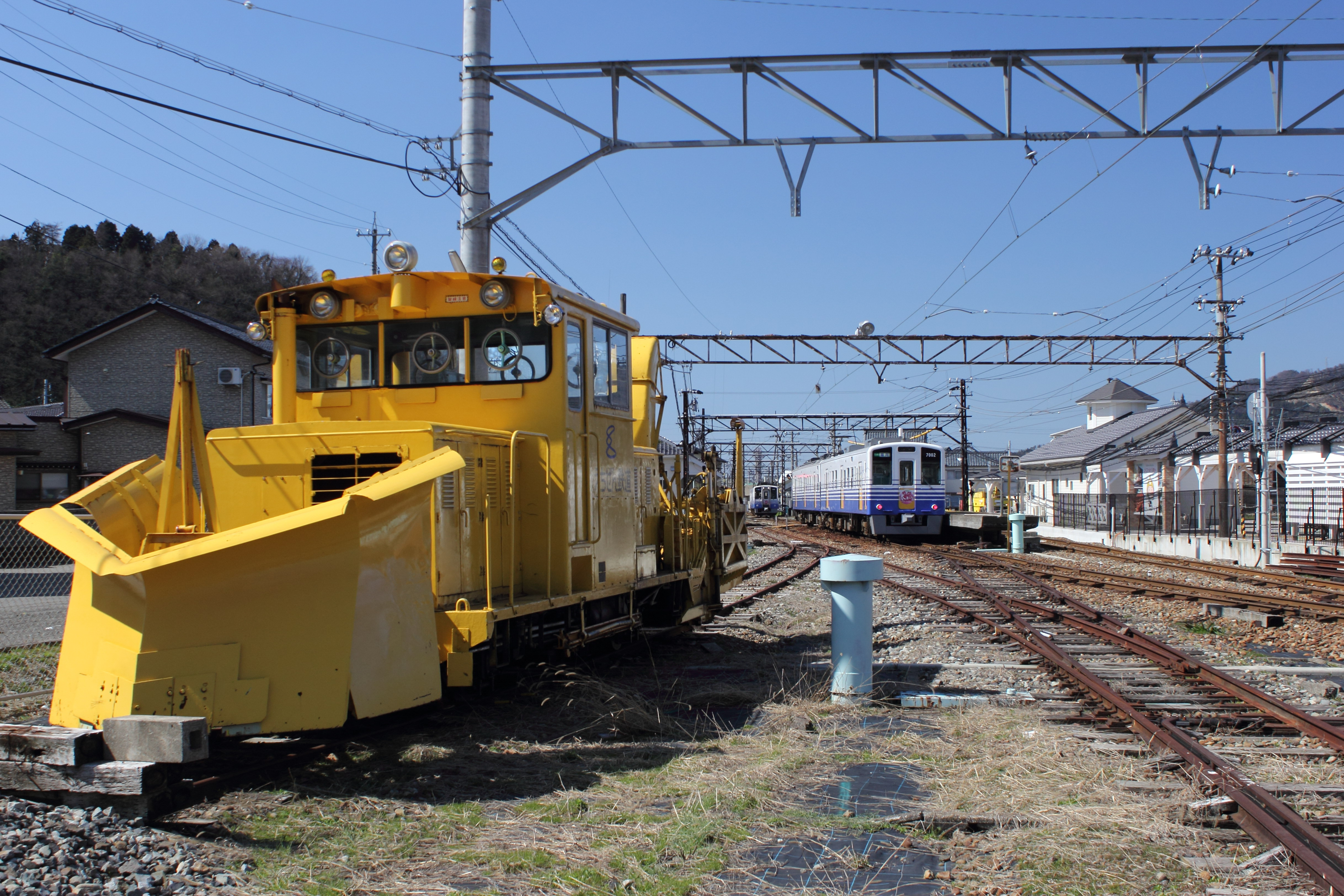
滞留中のラッセル車
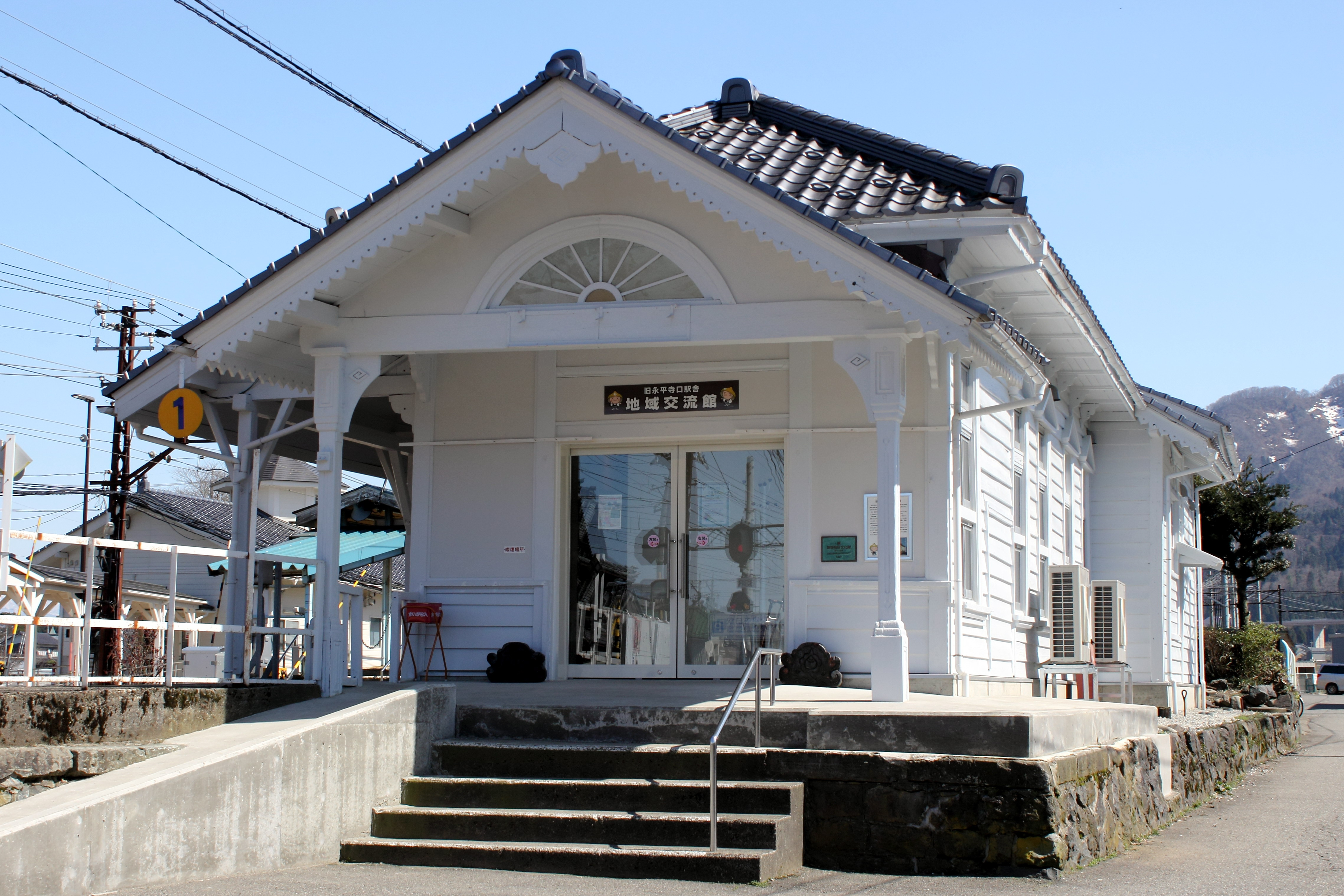
地域交流館に改装された旧駅舎
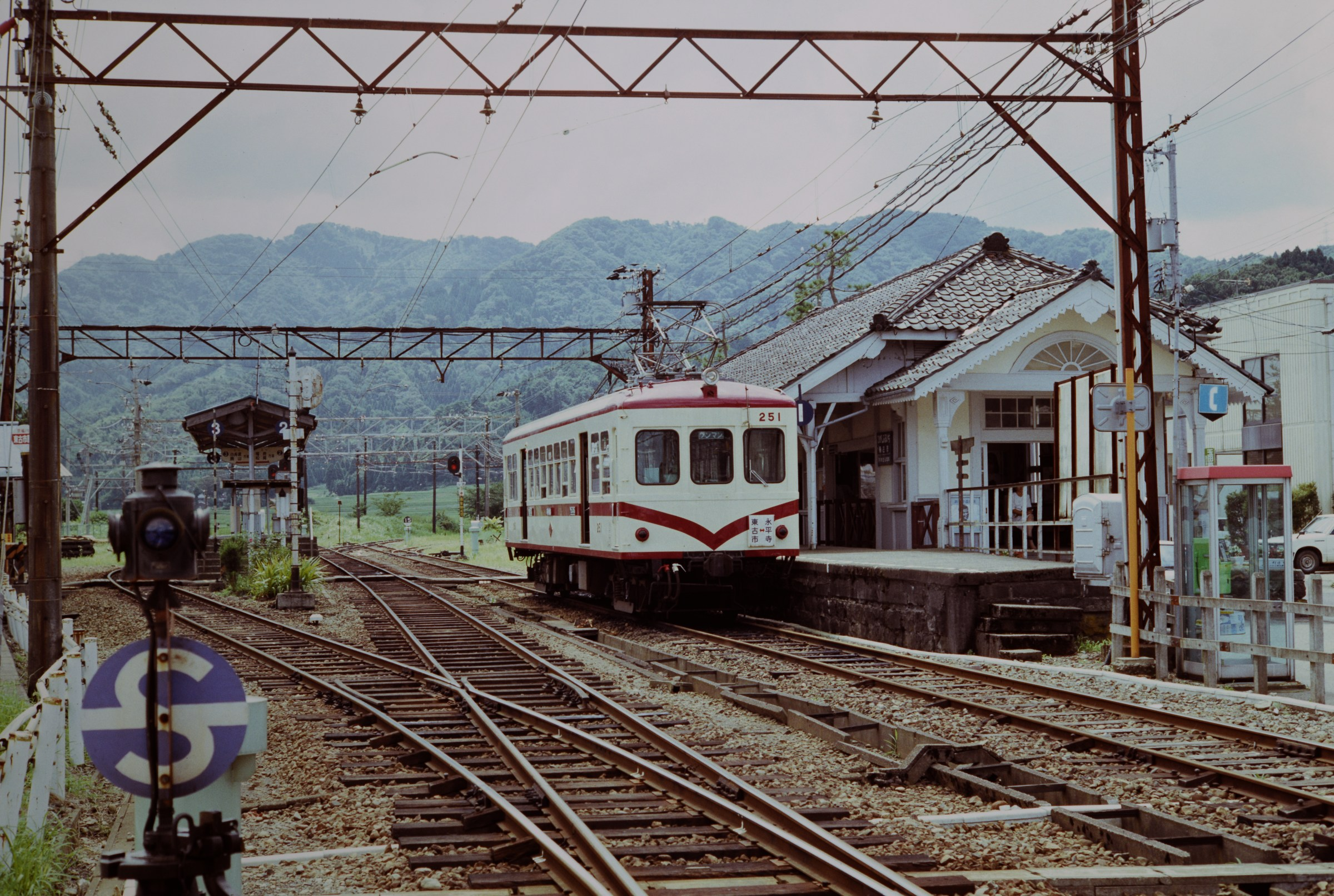
京福時代の駅構内(1992年) 永平寺線のモハ251が停車中

## 利用状況
1日の平均乗降人員は以下の通りである。
| 乗降人員推移 | 乗降人員推移 |
| 年度         | 1日平均人数  |
| ------------ | ------------ |
| 2011年       | 397          |
| 2012年       | 415          |
| 2013年       | 415          |
| 2014年       | 405          |
| 2015年       | 414          |
| 2016年       | 450          |
| 2017年       | 438          |
| 2018年       | 435          |

## 駅周辺
曹洞宗大本山永平寺へ向かうにはこの駅で京福バス（永平寺行き）に乗り換える。
- 福井県道232号竹田東古市停車場線
- 国道364号
- 国道416号
- 永平寺口駅駐車場（パークアンドライド）
- 永平寺口駅県営駐車場（パークアンドライド）
- 永平寺町役場永平寺支所・永平寺町立図書館永平寺館・永平寺町消防本部
- 永平寺町立永平寺中学校
- 本覚寺
- 九頭竜川
  - 九頭竜川鳴鹿大堰・わくわくRIVER CAN 九頭竜川資料館
- 永平寺緑の村・四季の森

なお先述の地域交流館入口には「男はつらいよ ロケ地」という碑が建っている。

## バス路線
駅舎前のロータリーにある、「永平寺口駅前」バス停留所から下記の路線が発着する。
京福バス
82 丸岡・永平寺線：丸岡駅（坂井市）ゆき　※日曜・休日運休
86・87 芦原・丸岡・永平寺線：永平寺ゆき、芦原温泉駅（あわら市）ゆき
88 永平寺線：永平寺ゆき
永平寺町コミュニティバス
永平寺ルート ※日曜日・祝日運休
- 轟・栃原方面 永平寺口駅前ゆき（循環）

山王駅-大学病院ルート ※土曜日・日曜日・祝日運休
- 山王駅前ゆき
- 福井大学病院ゆき

永平寺線跡地が遊歩道永平寺参ろーど（えいへいじまいろーど）として整備されている。また、2020年12月22日には、「永平寺参ろーど」を利用して日本国内では初めてとなる自動運転レベル3での自動運転車「ZEN drive」の営業運行を開始した（降雪を考慮し本格的な運行は2021年3月25日から実施）。

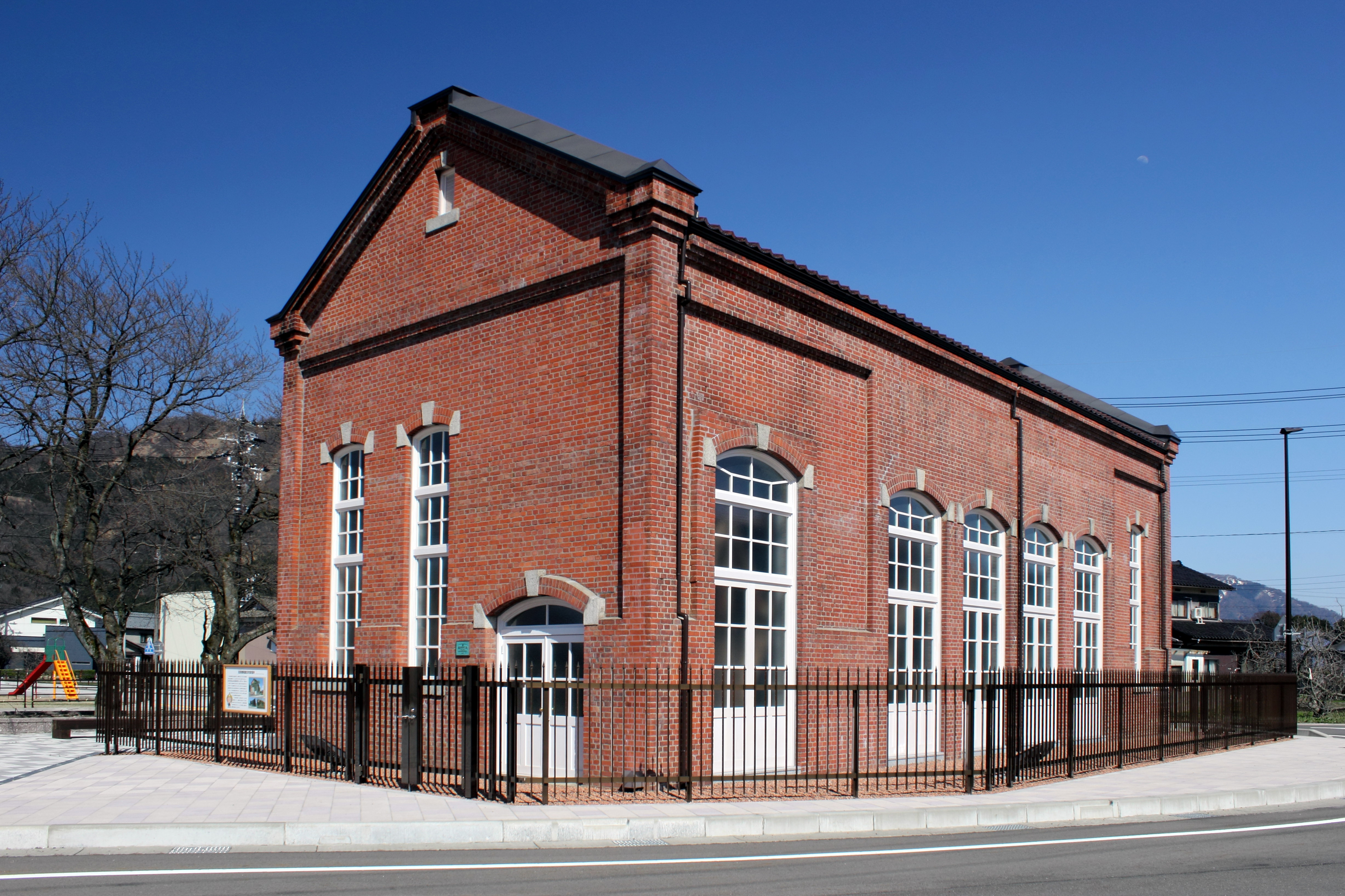
駅前広場にある旧京都電燈古市変電所
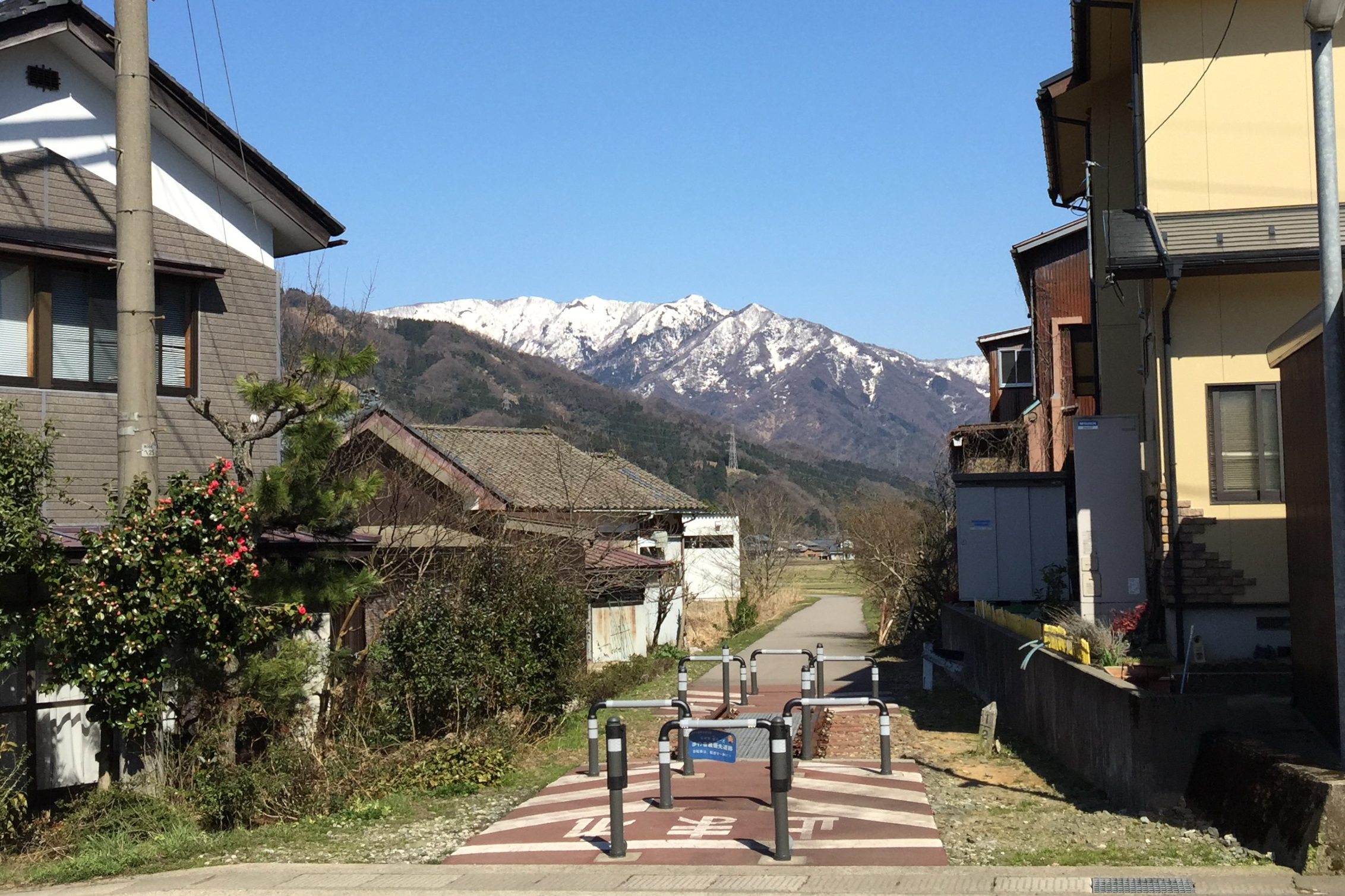
永平寺線跡地に整備された遊歩道「永平寺参ろーど」

## その他
- 映画男はつらいよシリーズ第9作『男はつらいよ 柴又慕情』（1972年公開）のロケ地として利用された[22]。

## 隣の駅
えちぜん鉄道
■勝山永平寺線
□快速（上りのみ）
松岡駅 (E10) ← 永平寺口駅 (E12) ← 山王駅 (E17)
■普通
志比堺駅 (E11) - 永平寺口駅 (E12) - 下志比駅 (E13)

### かつて存在した路線
京福電気鉄道
永平寺線（廃止）
鳴鹿駅 - 東古市駅 - 諏訪間駅